# 恵最
恵最（えさい、生没年不詳）は、戦国時代の僧侶。正式名は樵臆恵最（しょうおくえさい）。岡崎城主・松平広忠の庶子。徳川家康の異母兄弟（同年同日生まれ）。初めの法名は恵新（けいしん）。

## 人物
生母は大給松平家松平乗正の娘「お久の方」。天文10年（1541年）、正室於大の方が刈谷から岡崎城輿入れする際、側室於久は長男勘六（忠政）を連れて化粧田である近郊の額田郡桑谷村へと移って過ごし、翌年に恵最を産んだ。天文11年（1542年）12月26日に誕生、家康と同年同生だという。
永禄5年（1562年）に今川義元から独立して岡崎城に帰参した家康はこの母子を訪れて面会したという。この母子は故・広忠の位牌に参り、位牌に「道幹大禅正門尊霊」と自筆を認めた。このとき、於久の方は出家し尼となり「妙淋」と称し、広忠の菩提のため寺の建立を家康に請い、広忠の名前を寺号とした瑞雲山広忠寺（こうちゅうじ）を桑谷村に建立した。恵最がその住職になったと伝わる。

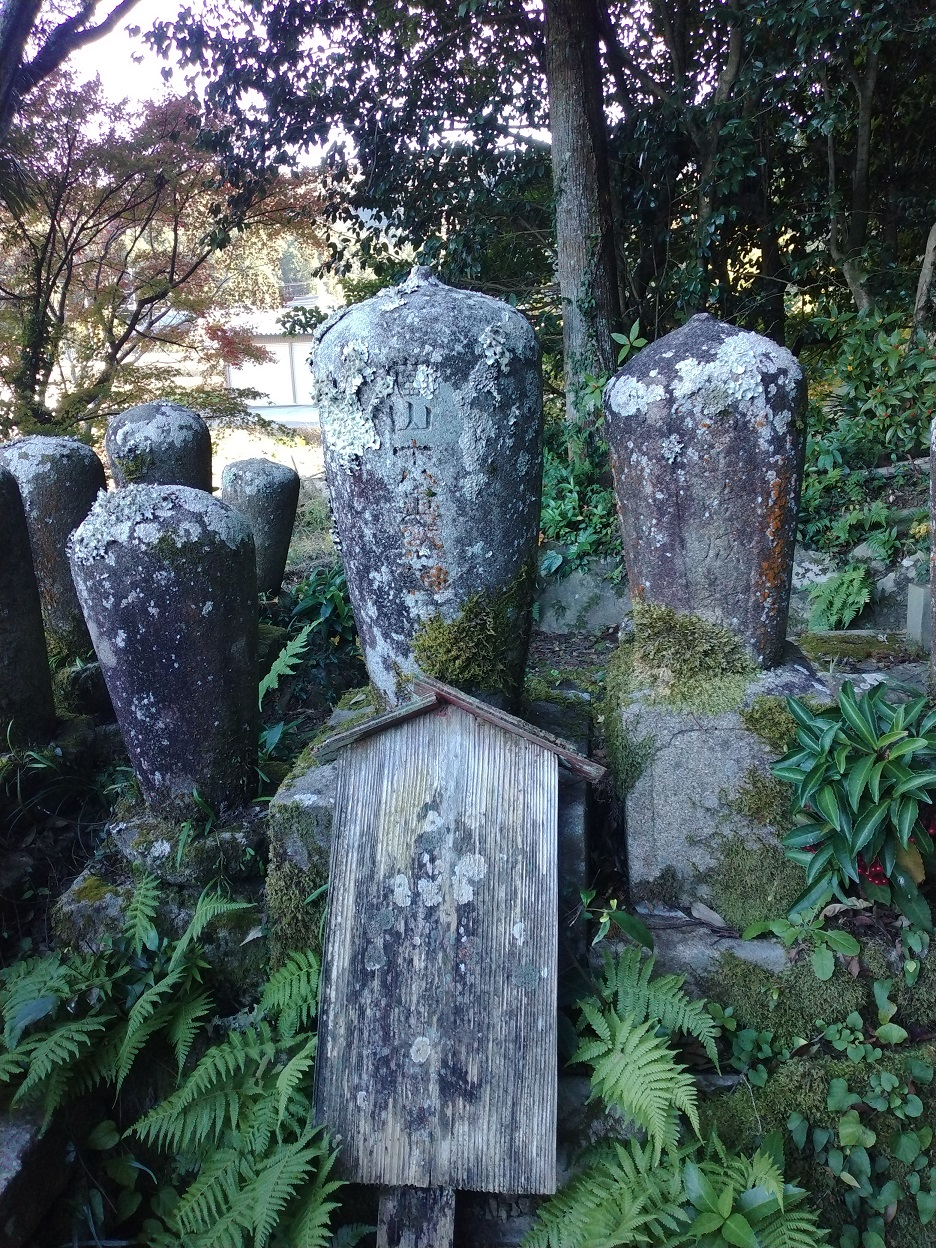
岡崎市広忠寺の恵最の墓

しかし、於久の方が天文10年（1541年）には40歳前後とする記録があること、当時15歳の広忠の側室とはするのは不自然であり、忠政・恵最兄弟は広忠の子ではないとこれを否定する説もある。